# التنصيب الثاني لجورج بوش الابن

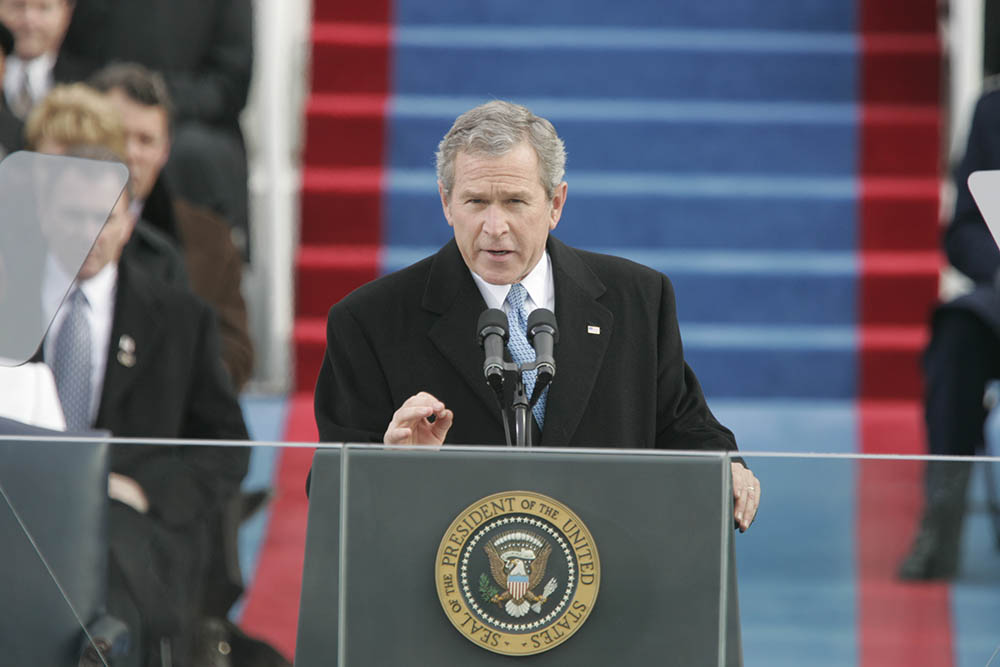
يلقي بوش خطابه الافتتاحي الثاني

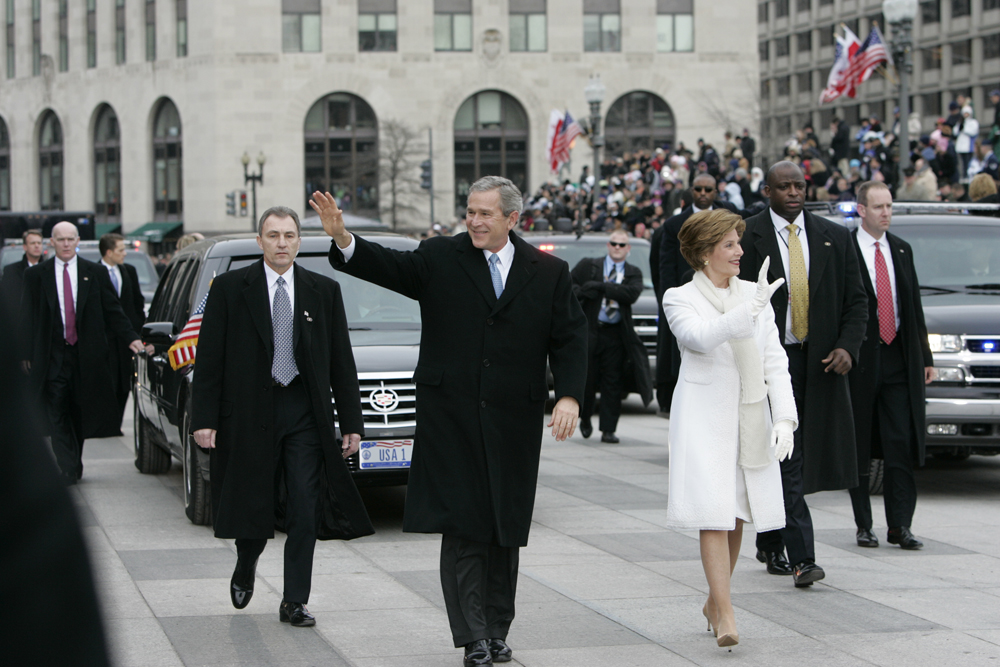
جورج ولورا بوش أثناء العرض الافتتاحي عام 2005

عقد حفل تنصيب جورج دبليو بوش الثاني رئيسا للولايات المتحدة يوم الخميس 20 يناير 2005 في الجبهة الغربية لبرلمان الولايات المتحدة في واشنطن. وكان هذا التنصيب الـ 55، وكانت بداية الولاية الثانية والأخيرة لجورج دبليو بوش كرئيس و‌ديك تشيني نائبا للرئيس. وقد تولى كبير القضاة المريض ويليام رينكويست القسم الرئاسي في المنصب للمرة الأخيرة قبل وفاته في 3 سبتمبر في ذلك العام. وقد ذكر أن الحضور في الافتتاح كان حوالي 100,000، 300,000، أو 400,000.

## الخطاب
وتركزت كلمة بوش الافتتاحية خلال 21 دقيقة على تعليقات السياسة الخارجية السابقة حول تعزيز الديمقراطية حول العالم وتوسيع نطاقها، فضلا عن جعل حقوق الإنسان المبدأ الموجه للسياسة الخارجية الأمريكية. وطبقا لما ذكره وليام سافاير، فقد قال بوش لكاتبه الرئيسي مايكل جيرسون «أريد أن يكون هذا هو خطاب الحرية».
وفيما بعد:
مجتمعة، استخدم الخطاب الكلمات «حرة»، و «حرية» 49 مرة.

## الأمن
كأول تنصيب رئاسي بعد هجمات 11 سبتمبر، كان الأمن أكثر إحكاما من المراسم السابقة. تم حراسة العرض الافتتاحي وكذلك المواقع الأخرى ذات الصلة من قبل 13,000 من أفراد الشرطة والجنود، بالإضافة إلى الدوريات الجوية من قبل الطائرات المروحية والطائرات المقاتلة وقناصة السطح. في وسط مدينة واشنطن، منطقة مساحتها 100 مربع كانت مغلقة أمام حركة المرور.

## وصلات خارجية
- فيديو عن خطاب بوش الثاني الافتتاحي من C-SPAN.org (مع الصوت)
- نص الخطاب الافتتاحي الثاني لبوش
- تسجيل صوتي للخطاب الافتتاحي الثاني لبوش